# Vivienne Puttins
Vivienne Puttins (* 27. Januar 1992 in Berlin) ist eine deutsche Schauspielerin.

## Leben und Karriere
Puttins spielte ab Ende November 2006 die Hauptrolle der Vanessa Turner in der Kinder- und Jugendserie Schloss Einstein. Sie wirkte außerdem bereits in einer französischsprachigen Jugendtheaterproduktion, die in Paris und Berlin aufgeführt wurde, mit. Des Weiteren war Vivienne Puttins in der ZDF-Serie Feuer und Flamme und im Fernsehfilm Freundinnen fürs Leben zu sehen.

## Filmografie
- 2005: Freundinnen fürs Leben
- 2005: Feuer und Flamme
- 2006–2007: Schloss Einstein[1]
- 2010: Eine wie keine (Fernsehserie, Folge 83)
- 2012: Gute Zeiten, schlechte Zeiten